# Заир (денежная единица)
Заир, иногда заире (фр. Zaïre) — название валюты, имевшей хождение в Республике Заир с 1967 по 1998 год.

## История
До 1911 года на территории Бельгийского Конго обращался бельгийский франк. В 1911 году денежной единицей был объявлен конголезский франк в соотношении к бельгийскому 1:1.
После провозглашения независимости в 1960 году замены валюты не производили. Последующая инфляция стала угрожать экономическому развитию, и одной из мер защиты послужила замена франка новой валютой — заиром. 23 июня 1967 года была проведена денежная реформа, оправдавшая себя: экономическая ситуация выровнялась. Обмен конголезских франков производился в соотношении: 1000 франков = 1 заир. Денежные знаки в франках утратили силу законного платёжного средства 30 сентября 1967 года, обмен банками франка на заир продолжался до 31 декабря 1968 года.
1 заир равнялся 100 макут (makuta, ед. ч. ликута, likuta) или 10 000 сенжи (sengi). В обращение были выпущены банкноты Национального банка Конго в 10, 20, 50 макут, 1 заир — 100 макут, 5 заиров — 500 макут, монеты в 10 сенжи, 1 ликуту, 5, 10 макут. В 1970 году были выпущены памятные монеты в 25 и 50 макут и 1 заир, в 1971-м — 5, 10, 20, 50 заиров.
| 1 заир («Z»)   | 100 макут («К»)    |
| 1 заир («Z»)   | 10 000 сенжи («s») |
| 1 ликута («К») | 100 сенжи («s»)    |

В 1971 году были выпущены банкноты Национального банка Конго нового образца в 5 и 10 заиров. В том же году был создан новый центральный банк — Банк Заира, начавший операции 27 октября.
В 1972 году начат выпуск банкнот Банка Заира. Начав первоначально с традиционных номиналов (50 макут, 1, 5, 10 заиров), с 1982 года банк начал выпускать банкноты всё больших номиналов: 50, 100, 500, 1000, 2000, 5000, 10 000, 20 000, 50 000, 100 000, 200 000, 500 000, 1 000 000, 5 000 000 заиров.
Монеты Банка Заира выпускались с 1973 года, первоначально — 10 и 20 макут, в 1977 году — 5 макут, в 1987 году — 1 и 5 заиров, в 1988 году — 10 заиров. Памятные монеты из драгоценных металлов выпущены в 1975 году номиналами в 2½, 5 и 100 заиров.
Первоначально официальный курс заира был установлен на уровне: 0,5 заира = 1 доллару США, что соответствовало золотому содержанию заира в 1,77734 г чистого золота. При девальвации доллара в 1971 и 1973 годах курс к доллару оставался без изменений. Золотой содержание заира, сниженное в феврале 1973-го до 1,47324 г чистого золота, Международным валютным фондом не было зафиксировано.
12 марта 1976 года курс заира к доллару был снижен с 2 до 1,6; с того же числа курс заира стал устанавливаться через СДР. Первоначально 1 заир = 1 СДР, затем курс неоднократно снижался.
На 12 сентября 1983 года курс к СДР составлял 28,233 заира, с этой даты привязка заира к СДР была отменена, официальный курс стал определяться на основе динамики рыночного курса, а с 1 марта 1984 года — на основе курсов межбанковского валютного рынка.

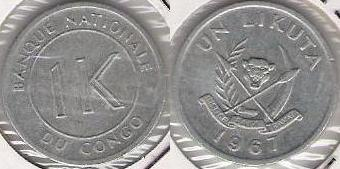
1 ликута 1967 года

Политическая ситуация в 1980—1990-х годах привела страну в 1992 году к финансовому краху. Центральный банк Заира был вынужден деноминировать в 1993 году национальную валюту и ввести новый заир (nouveau zaïre, символ — NZ), разменная единица — новая ликута (nouveau likuta, мн. ч. nouveau makuta, символ NK). Обменный курс составил 3 000 000 заиров = 1 новый заир. Новый заир выпускался в обращение только в виде банкнот. В 1993 году были выпущены банкноты в 1 новую ликуту, 5, 10, 50 новых макут, 1, 5, 10, 20, 50 и 100 новых заиров. В 1994 году были выпущены банкноты в 200 и 500 новых заиров, за которыми последовали банкноты ещё больших номиналов — 1000, 5000, 10 000, 20 000, 50 000, 100 000, 500 000, 1 000 000 новых заиров.
В 1996—1997 годах чеканились памятные монеты из драгоценных металлов номиналом в 500, 1000, 5000 и 10 000 новых заиров.
В 1998 году вместо заира вновь был введён конголезский франк, обмен производился в соотношении: 100 000 новых заиров = 1 франк.

## Банкноты

### Заир 1972—1981 годов
| Заир 1972—1981 годов | Заир 1972—1981 годов | Заир 1972—1981 годов | Заир 1972—1981 годов | Заир 1972—1981 годов | Заир 1972—1981 годов | Заир 1972—1981 годов   | Заир 1972—1981 годов | Заир 1972—1981 годов |
| Аверс                | Реверс               | Номинал              | Размеры (мм)         | Основные цвета       | Описание             | Описание               | Даты                 | Даты                 |
| Аверс                | Реверс               | Номинал              | Размеры (мм)         | Основные цвета       | Лицевая сторона      | Оборотная сторона      | введения             | изъятия              |
| -------------------- | -------------------- | -------------------- | -------------------- | -------------------- | -------------------- | ---------------------- | -------------------- | -------------------- |
|                      |                      | 50 макут             | 150×75               | красный              | Мобуту Сесе Секо     | Рыболовный объект      | 30 июня 1973         | 1981                 |
|                      |                      | 1 заир               | 160×80               | оливковый            | Мобуту Сесе Секо     | Фабрика                | 15 марта 1972        | 1981                 |
|                      |                      | 5 заиров             | 170×85               | зелёный              | Мобуту Сесе Секо     | Плотина Ингинской ГЭС  | 24 ноября 1972       | 1981                 |
|                      |                      | 5 заиров             | 170×85               | голубой              | Мобуту Сесе Секо     | Плотина Ингинской ГЭС  | 20 мая 1979          | 1981                 |
|                      |                      | 10 заиров            | 180×90               | синий                | Мобуту Сесе Секо     | Рука с горящим факелом | 30 июня 1972         | 1981                 |
|                      |                      | 10 заиров            | 180×90               | зелёный              | Мобуту Сесе Секо     | Рука с горящим факелом | 24 июня 1979         | 1981                 |
|                      |                      | 50 заиров            | 190×95               | бордовый             | Мобуту Сесе Секо     | Герб Заира             | 4 февраля 1980       | 1981                 |

### Заир 1982—1985 годов
| Заир 1982—1985 годов | Заир 1982—1985 годов | Заир 1982—1985 годов | Заир 1982—1985 годов | Заир 1982—1985 годов | Заир 1982—1985 годов | Заир 1982—1985 годов   | Заир 1982—1985 годов | Заир 1982—1985 годов | Заир 1982—1985 годов |
| Изображение          | Изображение          | Номинал (заир)       | Размеры (мм)         | Основные цвета       | Описание             | Описание               | Даты                 | Даты                 |                      |
| Лицевая сторона      | Оборотная сторона    | Номинал (заир)       | Размеры (мм)         | Основные цвета       | Лицевая сторона      | Оборотная сторона      | введения             | изъятия              |                      |
| -------------------- | -------------------- | -------------------- | -------------------- | -------------------- | -------------------- | ---------------------- | -------------------- | -------------------- | -------------------- |
|                      |                      | 5                    | 135×65               | фиолетовый           | Мобуту Сесе Секо     | Плотина Ингинской ГЭС  | 17 ноября 1982       | 1988                 |                      |
|                      |                      | 10                   | 140×70               | зелёный              | Мобуту Сесе Секо     | Рука с горящим факелом | 27 октября 1982      | 1988                 |                      |
|                      |                      | 50                   | 145×70               | красный              | Мобуту Сесе Секо     | Рыболовный объект      | 24 ноября 1982       | 1988                 |                      |
|                      |                      | 100                  | 150×75               | оранжевый            | Мобуту Сесе Секо     | Банк Заира             | 30 июня 1983         | 1988                 |                      |
|                      |                      | 500                  | 155×75               | фиолетовый           | Мобуту Сесе Секо     | Мост через реку Конго  | 14 октября 1984      | 1988                 |                      |
|                      |                      | 1000                 | 160×80               | оливковый            | Мобуту Сесе Секо     | Народный дворец        | 24 ноября 1985       | 1988                 |                      |

### Заир 1988—1993 годов
| Заир 1988—1993 годов | Заир 1988—1993 годов | Заир 1988—1993 годов | Заир 1988—1993 годов | Заир 1988—1993 годов | Заир 1988—1993 годов | Заир 1988—1993 годов              | Заир 1988—1993 годов | Заир 1988—1993 годов | Заир 1988—1993 годов |
| Изображение          | Изображение          | Номинал (заир)       | Размеры (мм)         | Основные цвета       | Описание             | Описание                          | Даты                 | Даты                 |                      |
| Лицевая сторона      | Оборотная сторона    | Номинал (заир)       | Размеры (мм)         | Основные цвета       | Лицевая сторона      | Оборотная сторона                 | введения             | изъятия              |                      |
| -------------------- | -------------------- | -------------------- | -------------------- | -------------------- | -------------------- | --------------------------------- | -------------------- | -------------------- | -------------------- |
|                      |                      | 50                   | 130×60               | зелёный              | Мобуту Сесе Секо     | Рыболовный объект                 | 30 июня 1988         | 1993                 |                      |
|                      |                      | 100                  | 134×64               | синий                | Мобуту Сесе Секо     | Банк Заира                        | 14 октября 1988      | 1993                 |                      |
|                      |                      | 500                  | 138×67               | коричневый           | Мобуту Сесе Секо     | Мост через реку Конго             | 24 июня 1989         | 1993                 |                      |
|                      |                      | 1000                 | 154×76               | фиолетовый           | Мобуту Сесе Секо     | Народный дворец                   | 24 ноября 1989       | 1993                 |                      |
|                      |                      | 2000                 | 123×58               | розовый              | Мобуту Сесе Секо     | Рыболовный объект                 | 1 октября 1991       | 1993                 |                      |
|                      |                      | 5000                 | 150×73               | зелёный              | Мобуту Сесе Секо     | Фабрика                           | 20 мая 1988          | 1993                 |                      |
|                      |                      | 10 000               | 154×76               | красный              | Мобуту Сесе Секо     | Комплекс правительственных зданий | 24 ноября 1989       | 1993                 |                      |
|                      |                      | 20 000               | 138×67               | розовый              | Мобуту Сесе Секо     | Банк Заира                        | 1 июля 1991          | 1993                 |                      |
|                      |                      | 50 000               | 159×78               | бордовый             | Мобуту Сесе Секо     | Гориллы                           | 24 апреля 1991       | 1993                 |                      |
|                      |                      | 100 000              | 159×78               | серый                | Мобуту Сесе Секо     | Национальное собрание             | 4 января 1992        | 1993                 |                      |
|                      |                      | 200 000              | 143х70               | синий                | Мобуту Сесе Секо     | Народный дворец                   | 1 марта 1992         | 1993                 |                      |
|                      |                      | 500 000              | 159×78               | оранжевый            | Мобуту Сесе Секо     | Плотина Ингинской ГЭС             | 15 марта 1992        | 1993                 |                      |
|                      |                      | 1 000 000            | 159×78               | красный              | Мобуту Сесе Секо     | Мост через реку Конго             | 31 июля 1992         | 1993                 |                      |
|                      |                      | 5 000 000            | 165×78               | коричневый           | Мобуту Сесе Секо     | Фабрика                           | 1 октября 1992       | 1993                 |                      |

### Новый заир 1993—1996 годов
| Новый заир 1993—1996 годов | Новый заир 1993—1996 годов | Новый заир 1993—1996 годов | Новый заир 1993—1996 годов | Новый заир 1993—1996 годов | Новый заир 1993—1996 годов | Новый заир 1993—1996 годов            | Новый заир 1993—1996 годов | Новый заир 1993—1996 годов | Новый заир 1993—1996 годов |
| Изображение                | Изображение                | Номинал                    | Размеры (мм)               | Основные цвета             | Описание                   | Описание                              | Даты                       | Даты                       |                            |
| Лицевая сторона            | Оборотная сторона          | Номинал                    | Размеры (мм)               | Основные цвета             | Лицевая сторона            | Оборотная сторона                     | введения                   | изъятия                    |                            |
| -------------------------- | -------------------------- | -------------------------- | -------------------------- | -------------------------- | -------------------------- | ------------------------------------- | -------------------------- | -------------------------- | -------------------------- |
|                            |                            | 1 ликута                   | 123×58                     | коричневый, розовый        | Мобуту Сесе Секо           | Монумент независимости в Киншасе      | 24 июня 1993               | 1998                       |                            |
|                            |                            | 5 макут                    | 123×58                     | серый, бирюзовый           | Мобуту Сесе Секо           | Монумент независимости в Киншасе      | 24 июня 1993               | 1998                       |                            |
|                            |                            | 10 макут                   | 159×78                     | зелёный, оранжевый         | Мобуту Сесе Секо           | Фабрика                               | 24 июня 1993               | 1998                       |                            |
|                            |                            | 50 макут                   | 159×78                     | оранжевый                  | Мобуту Сесе Секо           | Рыболовный объект                     | 24 июня 1993               | 1998                       |                            |
|                            |                            | 1 заир                     | 159×78                     | фиолетовый                 | Мобуту Сесе Секо           | Банк Заира                            | 24 июня 1993               | 1998                       |                            |
|                            |                            | 5 заиров                   | 159×78                     | коричневый                 | Мобуту Сесе Секо           | Национальное собрание                 | 24 июня 1993               | 1998                       |                            |
|                            |                            | 10 заиров                  | 159×78                     | зелёный                    | Мобуту Сесе Секо           | Народный дворец                       | 24 июня 1993               | 1998                       |                            |
|                            |                            | 20 заиров                  | 159×78                     | синий, оранжевый           | Мобуту Сесе Секо           | Народный дворец                       | 24 июня 1993               | 1998                       |                            |
|                            |                            | 50 заиров                  | 159×78                     | красный                    | Мобуту Сесе Секо           | Плотина Ингинской ГЭС                 | 24 июня 1993               | 1998                       |                            |
|                            |                            | 100 заиров                 | 159×78                     | синий                      | Мобуту Сесе Секо           | Мост через реку Конго                 | 24 июня 1993               | 1998                       |                            |
|                            |                            | 200 заиров                 | 159×78                     | жёлтый                     | Мобуту Сесе Секо           | Рыболовный объект                     | 15 февраля 1994            | 1998                       |                            |
|                            |                            | 500 заиров                 | 159×78                     | серый                      | Мобуту Сесе Секо           | Банк Заира                            | 15 февраля 1994            | 1998                       |                            |
|                            |                            | 500 заиров                 | 158×74                     | бирюзовый, оранжевый       | Мобуту Сесе Секо           | Номинал                               | 30 января 1995             | 1998                       |                            |
|                            |                            | 1000 заиров                | 158×74                     | оливковый                  | Мобуту Сесе Секо           | Номинал                               | 30 января 1995             | 1998                       |                            |
|                            |                            | 5000 заиров                | 158×74                     | красный                    | Мобуту Сесе Секо           | Номинал                               | 30 января 1995             | 1998                       |                            |
|                            |                            | 10 000 заиров              | 158×74                     | синий                      | Мобуту Сесе Секо           | Номинал                               | 30 января 1995             | 1998                       |                            |
|                            |                            | 20 000 заиров              | 158×74                     | коричневый                 | Мобуту Сесе Секо           | Номинал                               | 30 января 1996             | 1998                       |                            |
|                            |                            | 50 000 заиров              | 158×74                     | фиолетовый                 | Мобуту Сесе Секо           | Номинал                               | 30 января 1996             | 1998                       |                            |
|                            |                            | 100 000 заиров             | 158×74                     | оранжевый                  | Мобуту Сесе Секо           | Номинал                               | 30 июня 1996               | 1998                       |                            |
|                            |                            | 100 000 заиров             | 158×74                     | серый                      | Мобуту Сесе Секо           | Номинал                               | 30 июня 1996               | 1998                       |                            |
|                            |                            | 500 000 заиров             | 158×74                     | салатовый                  | Мобуту Сесе Секо           | Карта Заира, лодка                    | 25 октября 1996            | 1998                       |                            |
|                            |                            | 1 000 000 заиров           | 158×74                     | розовый                    | Мобуту Сесе Секо           | Карта Заира, горнодобывающий комплекс | 25 октября 1996            | 1998                       |                            |